# Veleposlanstvo Austrije u Moskvi
Veleposlanstvo Austrije u Moskvi predstavlja diplomatsko predstavništvo Republike Austrije u Ruskoj Federaciji. Nalazi se u moskovskom okrugu Khamovniki te se do 2007. godine ondje nalazio i konzularni ured. Danas je on premješten u drugu zgradu na adresi Bolshoy Levshinsky Lane 7. Trenutačni austrijski veleposlanik je Martin Vukovich.
Zanimljivo, zgrada je jedno od mjesta radnje Pasternakovog Doktora Živaga.

## Povijest zgrade
Zgradu u neoklasičnom stilu dizajnirao je ruski arhitekt Nikita Lazarev a izgrađena je 1906. godine. Bila je jedna od mnogih zgrada u vlasništvu obitelji Mindovsky. U razdoblju od 1927. do 1938. služila je kao austrijsko veleposlanstvo. Nakon toga dolazi do anschlussa odnosno njemačke aneksije Austrije te je građevina postala ekskluzivni hotel. U njoj je tijekom kolovoza 1939. odsjeo nacistički političar Joachim von Ribbentrop te postoji urbana legenda da je ondje potpisao poznati Molotov-Ribbentrop pakt o nenapadanju. Također, ondje je u listopadu 1944. odsjeo i britanski premijer Winston Churchill tijekom posjeta Sovjetskom Savezu.
U travnju 1955. godine u sklopu austrijsko-sovjetskih pregovora, raspravljalo se i o samoj zgradi. Nakon potpisivanja austrijskog državnog ugovora, ona je po drugi puta postala austrijskim veleposlanstvom.

## Vanjske poveznice
- Službena web stranica veleposlanstva